# Liste der Bodendenkmäler in Lengerich (Westfalen)
Die Liste der Bodendenkmäler in Lengerich enthält die denkmalgeschützten unterirdischen baulichen Anlagen, Reste oberirdischer baulicher Anlagen, Zeugnisse tierischen und pflanzlichen Lebens und paläontologischen Reste auf dem Gebiet der Stadt Lengerich im Kreis Steinfurt in Nordrhein-Westfalen (Stand: September 2020). Diese Bodendenkmäler sind in Teil B der Denkmalliste der Stadt Lengerich eingetragen; Grundlage für die Aufnahme ist das Denkmalschutzgesetz Nordrhein-Westfalen (DSchG NRW).
| Bild           | Bezeichnung                                       | Lage                                               | Beschreibung | Bauzeit | Eingetragen seit | Denkmal- nummer |
| -------------- | ------------------------------------------------- | -------------------------------------------------- | --- | ------- | ---------------- | --------------- |
|                | Turmhügelanlage bei Haus Vortlage                 | Lengerich                                          | Ober- und untertägig erhaltene Reste einer zweiteiligen durch Straßenbau weitgehend zerstörten Turmhügelanlage. Im Südwesten Hauptburg mit Turmhügel, im Nordosten Vorburg. Die Anlage wurde von einem bis 10 m breiten Graben (Außenwall umschlossen). Entstehung der Anlage im Mittelalter. |         |                  | 1               |
|                | Speicherinsel                                     | Lengerich Nähe Autobahn / Straße „Schreibenwiesen“ | Unregelmäßig gerundete Insel, umgeben von einem zeitweilig wasserführenden Graben, Außenkontur rechteckig. Um den Graben Wallanlage. An der Nordseite außenliegender Graben. Die Anlage befindet sich in stark sumpfigen Gelände. Entstehung: spätes Mittelalter oder frühe Neuzeit. |         |                  | 2               |
| weitere Bilder | Megalithgrab Wechte I                             | Wechte Nähe Brochterbecker Straße Karte            | Großsteingrab der späten Jungsteinzeit. Ursprünglich ca. 40 × 2,5 m große Grabkammer aus Steinblöcken mit dazwischenliegendem Trockenmauerwerk und gepflasterten Boden. Ausgrabung nach 1928, Rekonstruktion vor Ort. Bei der Grabung Entdeckung von umfangreichen Fundmaterial. |         |                  | 3               |
|                | Kreisgraben- und Brandgräberfriedhof Wechte       | Wechte                                             | Durch Ausgrabungen 1970–73 nachgewiesener ausgedehnter Friedhof der vorrömischen Eisenzeit. Große Teile des Friedhofs untertägig erhalten. |         |                  | 4               |
|                | Aufgelassener Steinbruch Wicking II, Nordwestwand | Lengerich                                          | Erdgeschichtliches Bodendenkmal. Die Steinbruchwände zeigen eine Gesteinsfolge des Turons, einem Abschnitt aus der Oberkreide innerhalb des Teutoburger Waldes (88-92 Mio. Jahre vor heute). Die Abfolge von Kalk- und Mergelsteinen weist eine marine Fossilführung auf. Unter-Turon mit Ammonitenzone des Collignonicersa woolgari und Ober-Turon mit Zone des Subprionocyclus neptuni. Feststellbare Grenze Mittel-/Oberturon durch Inoceramus costellatus (Muschel)/Sternotaxis (Seeigel) plana event. |         |                  | 5               |